# Junki Goryō
Junki Goryō (japanisch 五領 淳樹 Goryō Junki; * 13. Dezember 1989 in Kirishima) ist ein japanischer Fußballspieler.

## Karriere
Goryō erlernte das Fußballspielen in der Schulmannschaft der Kamimura Gakuen High School und der Universitätsmannschaft der Miyazaki-Sangyo-Keiei-Universität. Seinen ersten Vertrag unterschrieb er 2012 bei Roasso Kumamoto. Der Verein spielte in der zweithöchsten Liga des Landes, der J2 League. Für den Verein absolvierte er 37 Ligaspiele. 2015 wechselte er zu Kagoshima United FC. Am Ende der Saison 2015 stieg der Verein als Tabellenvierter in die dritte Liga auf. 2018 wurde er mit dem Verein Vizemeister der dritten Liga und stieg in die zweite Liga auf. Nach nur einer Spielzeit musste der Verein Ende 2019 wieder den Weg in die Drittklassigkeit antreten. Am Ende der Saison 2023 wurde er mit Kagoshima Vizemeister und stieg somit in die zweite Liga auf. Am Ende der Saison 2024 belegte er mit Kagoshima den 19. Tabellenplatz und musste somit in die dritte Liga absteigen. Nach dem Abstieg und 243 Ligaspielen für Kagoshima verließ er den Verein und schloss sich im März 2025 dem Fünftligisten Veroskronos Tsuno an. Mit dem Verein spielt er in der Kyushu Soccer League.

## Erfolge
Kagoshima United FC
- Japanischer Drittligavizemeister: 2018  ▲
- Japanischer Drittligavizemeister: 2023  ▲